# Sidiailles
Sidiailles est une commune française, située dans le département du Cher en région Centre-Val de Loire.

## Géographie
Cette commune proche de Culan a la particularité d’avoir un bourg comportant seulement trois habitations, mais une population répartie sur 33 hameaux. Sidiailles est située sur le parcours du sentier de grande randonnée de pays Sur les pas des maîtres sonneurs.

### Hydrographie et relief
Le territoire communal est arrosé par plusieurs rivières : l'Arnon, le Magnon, le Jot et la Joyeuse. En 1976 a été réalisé un barrage offrant une réserve d’eau potable d’une surface de 90 hectares et d'une contenance de plus de 5 millions de m³, avec quelques aménagements touristiques dans un des plus beaux sites de la région (lac de Sidiailles). Un itinéraire de promenade pédestre permet d’en faire le tour au départ du bourg (14 km).

### Climat
Pour des articles plus généraux, voir Climat du Centre-Val de Loire et Climat du Cher.
En 2010, le climat de la commune est de type climat océanique dégradé des plaines du Centre et du Nord, selon une étude du CNRS s'appuyant sur une série de données couvrant la période 1971-2000. En 2020, Météo-France publie une typologie des climats de la France métropolitaine dans laquelle la commune est dans une zone de transition entre le climat océanique altéré et le climat de montagne ou de marges de montagne et est dans la région climatique  Ouest et nord-ouest du Massif Central, caractérisée par une pluviométrie annuelle de 900 à 1 500 mm, maximale en automne et en hiver.
Pour la période 1971-2000, la température annuelle moyenne est de 10,8 °C, avec une amplitude thermique annuelle de 15,4 °C. Le cumul annuel moyen de précipitations est de 866 mm, avec 11,5 jours de précipitations en janvier et 7,6 jours en juillet. Pour la période 1991-2020, la température moyenne annuelle observée sur la station météorologique la plus proche, située sur la commune de Préveranges à 10 km à vol d'oiseau, est de 11,3 °C et le cumul annuel moyen de précipitations est de 911,3 mm,. Pour l'avenir, les paramètres climatiques de la commune estimés pour 2050 selon différents scénarios d'émission de gaz à effet de serre sont consultables sur un site dédié publié par Météo-France en novembre 2022.

## Urbanisme

### Typologie
Au 1er janvier 2024, Sidiailles est catégorisée commune rurale à habitat très dispersé, selon la nouvelle grille communale de densité à 7 niveaux définie par l'Insee en 2022.
Elle est située hors unité urbaine et hors attraction des villes,.

### Occupation des sols
L'occupation des sols de la commune, telle qu'elle ressort de la base de données européenne d’occupation biophysique des sols Corine Land Cover (CLC), est marquée par l'importance des territoires agricoles (85,1 % en 2018), une proportion sensiblement équivalente à celle de 1990 (85,7 %). La répartition détaillée en 2018 est la suivante : 
prairies (35,7 %), zones agricoles hétérogènes (30 %), terres arables (19,4 %), forêts (11,6 %), eaux continentales (1,9 %), zones urbanisées (1,4 %).
L'évolution de l’occupation des sols de la commune et de ses infrastructures peut être observée sur les différentes représentations cartographiques du territoire : la carte de Cassini (XVIIIe siècle), la carte d'état-major (1820-1866) et les cartes ou photos aériennes de l'IGN pour la période actuelle (1950 à aujourd'hui).

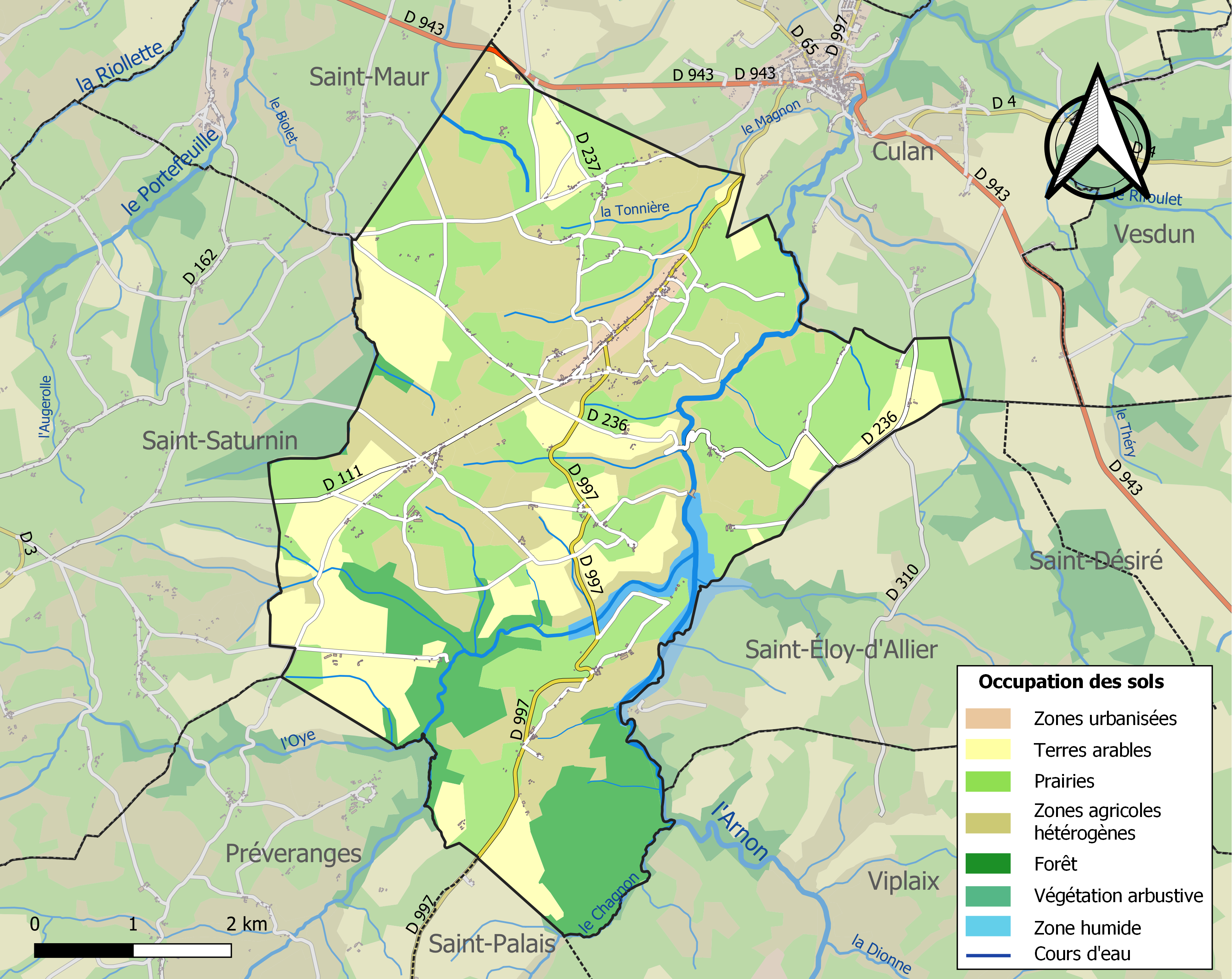
Carte des infrastructures et de l'occupation des sols de la commune en 2018 (CLC).

### Risques majeurs
Le territoire de la commune de Sidiailles est vulnérable à différents aléas naturels : météorologiques (tempête, orage, neige, grand froid, canicule ou sécheresse), mouvements de terrains et séisme (sismicité faible). Il est également exposé à un risque technologique, la rupture d'un barrage, et à un risque particulier : le risque de radon. Un site publié par le BRGM permet d'évaluer simplement et rapidement les risques d'un bien localisé soit par son adresse soit par le numéro de sa parcelle.

#### Risques naturels

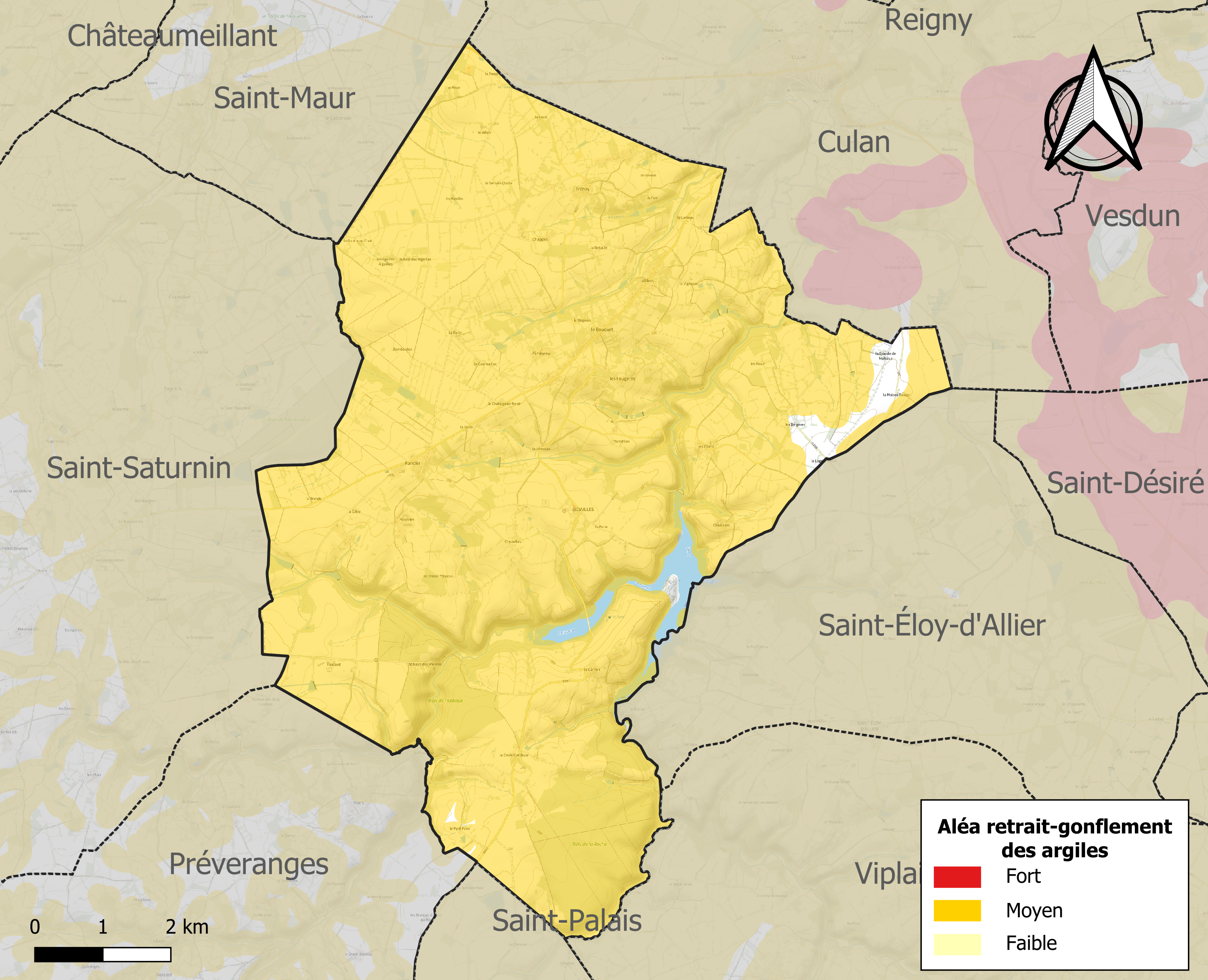
Carte des zones d'aléa retrait-gonflement des sols argileux de Sidiailles.

La commune est vulnérable au risque de mouvements de terrains constitué principalement du retrait-gonflement des sols argileux. Cet aléa est susceptible d'engendrer des dommages importants aux bâtiments en cas d’alternance de périodes de sécheresse et de pluie. 97,2 % de la superficie communale est en aléa moyen ou fort (90 % au niveau départemental et 48,5 % au niveau national). Sur les 301 bâtiments dénombrés sur la commune en 2019, 297 sont en aléa moyen ou fort, soit 99 %, à comparer aux 83 % au niveau départemental et 54 % au niveau national. Une cartographie de l'exposition du territoire national au retrait gonflement des sols argileux est disponible sur le site du BRGM,.
Concernant les mouvements de terrains, la commune a été reconnue en état de catastrophe naturelle au titre des dommages causés par la sécheresse en 2018 et 2019 et par des mouvements de terrain en 1999.

#### Risques technologiques
La commune est en outre située en aval du barrage de Sidiailles, de classe A. À ce titre elle est susceptible d’être touchée par l’onde de submersion consécutive à la rupture de cet ouvrage.

#### Risque particulier
Dans plusieurs parties du territoire national, le radon, accumulé dans certains logements ou autres locaux, peut constituer une source significative d’exposition de la population aux rayonnements ionisants. Toutes les communes du département sont concernées par le risque radon à un niveau plus ou moins élevé. Selon la classification de 2018, la commune de Sidiailles est classée en zone 2, à savoir zone à potentiel radon faible mais sur lesquelles des facteurs géologiques particuliers peuvent faciliter le transfert du radon vers les bâtiments.

## Toponymie
Le nom de la localité est attesté sous les formes Sédès Alias (camp de Jules César), transformé en Sédialès, Cepdalia en 1213, Cydéalia en 1311, Cydialles en 1423.
Ce toponyme est issu du nom du camp de Jules César Sédès Alias.

## Histoire
Les vallées de l’Arnon et de ses affluents, qui traversent le territoire de la commune, ont conservé des traces d’une occupation préhistorique. Un éperon naturel a été occupé au Néolithique : le camp des Chetz.
Un oppidum gaulois aurait été transformé en camp de repos par Jules César, d'où le nom de Sédès Alias transformé en Sédialès. À l’époque gallo-romaine, une voie conduisant de Châteaumeillant à Néris-les-Bains traversait l’Arnon au gué de la Madeleine. Des prospections ont révélé l’existence d’édifices d’habitation gallo-romains.
Au Moyen Âge, le territoire de la paroisse Saint-Pierre-et-Saint-Paul de Sidiailles est partagé entre deux importantes châtellenies : Culan et La Roche-Guillebaud ; il est surtout marqué par la présence d’une abbaye cistercienne, l'abbaye des Pierres). Érigée avant 1135, elle se situe sur un éperon rocheux surplombant la rivière Joyeuse, sur le flanc d’un vallon nommé « Val Horrible » sur l’ancienne route du Bourbonnais permettant le prélèvement d’un péage.
Des souterrains-refuges existent également sur le territoire de la commune.
L'église de Sidiailles possède une cloche très ancienne qui a été réalisée au XIIIe siècle.
La construction du nouveau centre du bourg de Sidiailles, un peu à l'écart de l'ancien village, fut décidée par Hippolyte Massé de Baudreuille, avocat à Saint-Amand-Montrond et maire de Sidiailles entre 1870 et 1874, et achevée par son gendre, Lucien de Combles de Nayves, maire de Sidiailles de 1878 à 1888. La réalisation (1877-1880) en fut confiée à l'architecte départemental de l'Indre, Alfred Dauvergne. Après l'église, on construisit la mairie (et école de garçons), l'école des filles et le presbytère. Le nouveau bourg ne parvint jamais à fixer la population, qui préféra les secteurs plus proches de Culan : Trenay, le Bouquet et Villers.

## Politique et administration
| Période                                  | Période    | Identité         | Étiquette | Qualité                               |
| ---------------------------------------- | ---------- | ---------------- | --------- | ------------------------------------- |
| Les données manquantes sont à compléter. |            |                  |           |                                       |
| mars 2001                                | mars 2008  | Maurice Rivière  |           |                                       |
| mars 2008                                | avril 2014 | Sylvie Deriaud   | DVD       |                                       |
| mars 2014                                | En cours   | Florence Lerude, |           | Agricultrice sur moyenne exploitation |

## Démographie
L'évolution du nombre d'habitants est connue à travers les recensements de la population effectués dans la commune depuis 1793. Pour les communes de moins de 10 000 habitants, une enquête de recensement portant sur toute la population est réalisée tous les cinq ans, les populations de référence des années intermédiaires étant quant à elles estimées par interpolation ou extrapolation. Pour la commune, le premier recensement exhaustif entrant dans le cadre du nouveau dispositif a été réalisé en 2006.

En 2022, la commune comptait 295 habitants, en évolution de −2,96 % par rapport à 2016 (Cher : −2,48 %, France hors Mayotte : +2,11 %).
| 1793 | 1800 | 1806 | 1821 | 1831 | 1836 | 1841 | 1846 | 1851 |
| ---- | ---- | ---- | ---- | ---- | ---- | ---- | ---- | ---- |
| 500  | 611  | 673  | 784  | 770  | 857  | 907  | 937  | 910  |

| 1856 | 1861 | 1866 | 1872 | 1876  | 1881  | 1886  | 1891  | 1896  |
| ---- | ---- | ---- | ---- | ----- | ----- | ----- | ----- | ----- |
| 900  | 877  | 839  | 848  | 1 003 | 1 092 | 1 132 | 1 147 | 1 123 |

| 1901  | 1906  | 1911  | 1921 | 1926 | 1931 | 1936 | 1946 | 1954 |
| ----- | ----- | ----- | ---- | ---- | ---- | ---- | ---- | ---- |
| 1 164 | 1 205 | 1 138 | 939  | 891  | 833  | 832  | 720  | 688  |

| 1962 | 1968 | 1975 | 1982 | 1990 | 1999 | 2006 | 2011 | 2016 |
| ---- | ---- | ---- | ---- | ---- | ---- | ---- | ---- | ---- |
| 607  | 584  | 563  | 467  | 375  | 331  | 313  | 312  | 304  |

| 2021 | 2022 | - | - | - | - | - | - | - |
| ---- | ---- | - | - | - | - | - | - | - |
| 295  | 295  | - | - | - | - | - | - | - |

## Culture locale et patrimoine

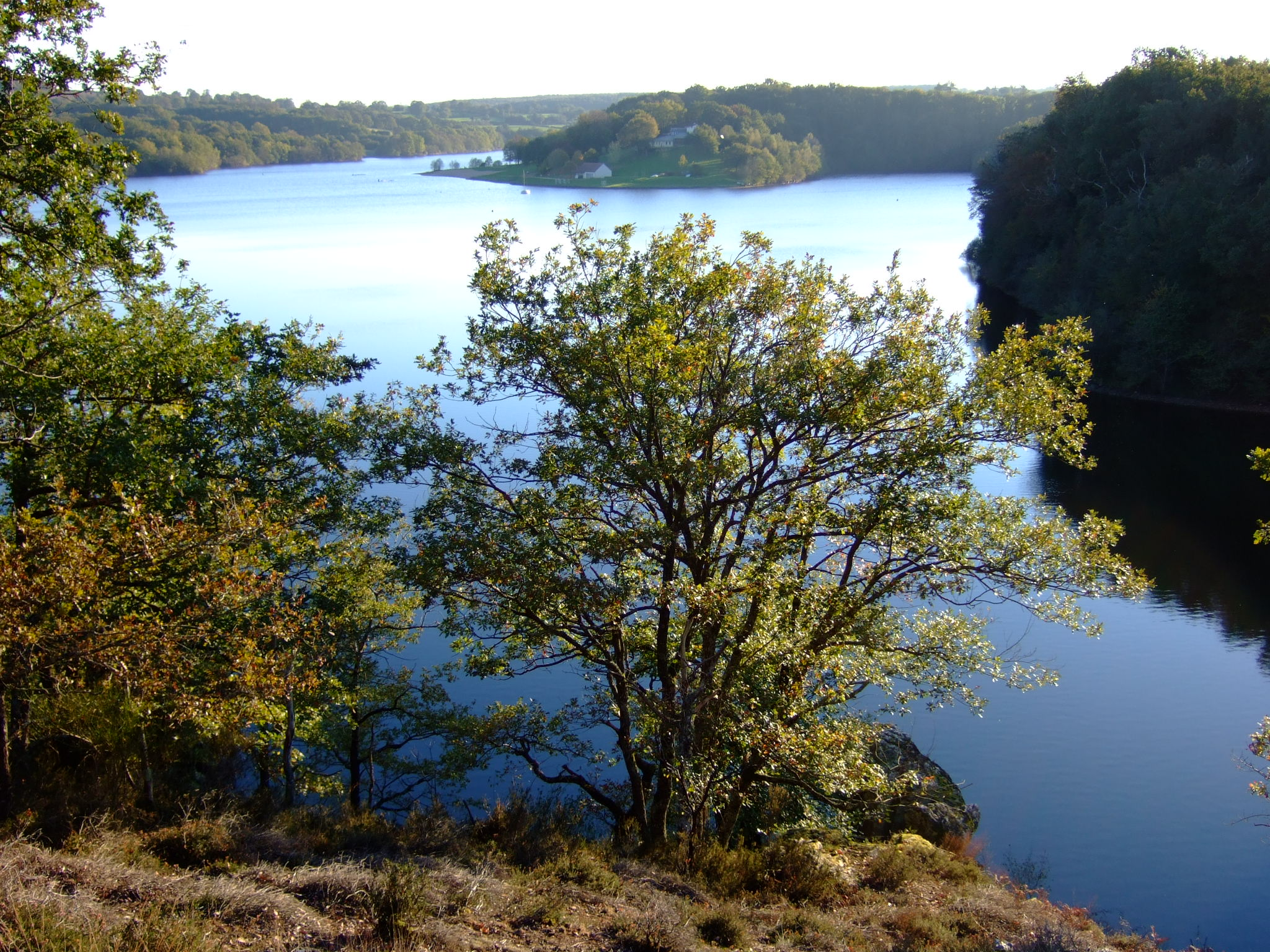
Le lac de Sidiailles.

### Lieux et monuments
- Le lac de Sidiailles, créé en 1976, principalement pour l'adduction en eau des communes proches dans le Cher. Une base de loisirs s'y trouve.
- L’église actuelle a remplacé une église du XIIe siècle fortement remaniée qui menaçait ruine. Elle a été construite en 1877 à quelques centaines de mètres plus à l'est ; elle se distingue par son orientation avec un chœur tourné vers l’ouest et possède une mosaïque réalisée par des artistes italiens qui ont travaillé sur la basilique Saint-Pierre de Rome. Elle possède une des plus vieilles cloches d'Europe, fondue en 1239 selon l'inscription qu'elle porte. Cette cloche vient probablement de l'abbaye des Pierres. À cette très ancienne cloche est associée une légende, racontée par Georges Piquand, dans ses Légendes bourbonnaises[30].
- Les vestiges de l'ancienne abbaye des Pierres appartenant à l'ordre cistercien : l'abbaye est fondée dans la première moitié du XIIe siècle. Elle était construite en moellon de schiste avec chaîne en pierre de taille en grès et avait un plan traditionnel cistercien : une église tout en longueur à chevet plat et sans collatéraux, mais avec des chapelles annexes de part et d’autre du chevet. La nef, d’une largeur de 6,5 m comme le chœur, était couverte par une voûte en berceau. Le plan de l’abbaye est ainsi décrit : contre l’église se trouvait le cloître, le bâtiment d’habitation des moines à l’est, à son opposé le bâtiment d’ouest avec écurie, vestibule et parloir. Fermant le cloître du côté sud, se trouvaient le réfectoire, la salle des moines, au premier étage l’hôtellerie. La tour d’angle du sud-est comportait quatre étages avec cuisine, boulangerie, office, infirmerie, bibliothèque et commodités. L’abbaye fut vendue comme bien national en 1791 et servit de carrière de pierre. Il ne subsiste que les ruines de l’abbaye elle-même, un mur d’enceinte, le porche d’entrée et le bâtiment d’exploitation maintes fois remanié. Ce corps de bâtiment du domaine, avec toit en croupe du XVIIIe siècle, comporte des remplois de matériaux provenant de la destruction partielle de l’abbaye. À l’époque, les abbés des Pierres entreprennent de restaurer l’économie dans leur établissement. Ils créent une tuilerie, plantent de nouveaux vergers et construisent des bâtiments pour l’exploitation de leur domaine dont cette étable-grange.
- Les cimetières : il existe deux cimetières à Sidiailles, l’ancien est situé à l’emplacement de l’église détruite et le nouveau sur le plateau, à la limite du nouveau village. En cette fin de XIXe siècle, il est tout aussi difficile de déplacer les lieux de vie que ceux de mort, ainsi qu’en témoignent les nombreux monuments funéraires de cette période établis dans le vieux cimetière. Un rituel funéraire particulier à cette région du Boischaut-Marche consiste à déposer le bol du défunt sur la tombe de celui-ci. Comme partout, les sépultures peuvent être recouvertes d’un simple monticule de terre ou d’une pierre tombale. Elles sont le plus souvent couvertes d’auvents métalliques en zinc, particulièrement bien conservés dans ce cimetière.

### Valorisation du patrimoine
Des étudiants de l'INSA Centre-Val-de-Loire ont travaillé en collaboration avec la mairie à l'établissement d'un poste situé au pied de l'église permettant de visualiser les cloches centenaires en direct. La borne donne aussi plusieurs informations sur l'histoire des cloches et possède un quiz ludique permettant de mettre à l'épreuve ses connaissances.